# حمى الكوخ 2: حمى الربيع (فلم)
حمى الكوخ 2: حمى الربيع (بالإنجليزية: Cabin Fever 2: Spring Fever) هو فيلم رعب تم إنتاجه في الولايات المتحدة وصدر سنة 2009. بطولة رايدر سترونغ، أليكسي واسر، نواه سيغان وجوزيبي أندروز، وهو الجزء الثاني من سلسلة أفلام «حمى الكوخ».

## القصة
تواجه حفلة موسيقية في المدرسة الثانوية تهديدًا مميتًا: وهو فيروس يأكل لحمًا ينتشر عبر المياه المعبأة في زجاجات.

## روابط خارجية
- مقالات تستعمل روابط فنية بلا صلة مع ويكي بيانات